# Aracati (ort)
Aracati är en ort i Brasilien.   Den ligger i kommunen Aracati och delstaten Ceará, i den östra delen av landet, 1 700 kilometer nordost om huvudstaden Brasília. Aracati ligger 12 meter över havet och antalet invånare är 44 293.
Terrängen runt Aracati är platt, och sluttar österut. Det finns inga andra samhällen i närheten.
Omgivningarna runt Aracati är huvudsakligen savann. Runt Aracati är det ganska tätbefolkat, med 90 invånare per kvadratkilometer.